# Джаґаддева
Джаґаддева (гінді जगददेव; д/н — 1150) — 13-й магараджахіраджа Сакамбхарі у 1150 році.

## Життєпис
Походив з династії Чаухан. Старший син Арнораджи та Судхавою, донькою невідомо магарджи Гатхунді (з молодшої гілки Раштракутів). Посів трон 1150 року, ймовірніше поваливши батька при час поразки того від Кумарапала Соланка, магараджахіраджи Гуджари. Це в свою чергу призвело дот повстання його рідного брата Віґрахараджи, який протягом декількох місяців завдав поразки Джаґаддеві, якого скинув з трону, захопивши владу.